# Alias Ali
Alias Ali est un roman de Frédéric Roux publié le 9 janvier 2013 aux éditions Fayard et ayant reçu la même année le prix France Culture-Télérama.

## Historique du roman
Le 19 mars 2012, le roman est récompensé par le prix France Culture-Télérama,. Le prix lui est remis le 23 mars lors du Salon du livre de Paris.

## Résumé
Le roman est consacré à la vie et l'univers du boxeur Mohamed Ali.

## Éditions
- Éditions Fayard, 2013,  (ISBN 978-2213672069)